# Geometria molecular tetraèdrica

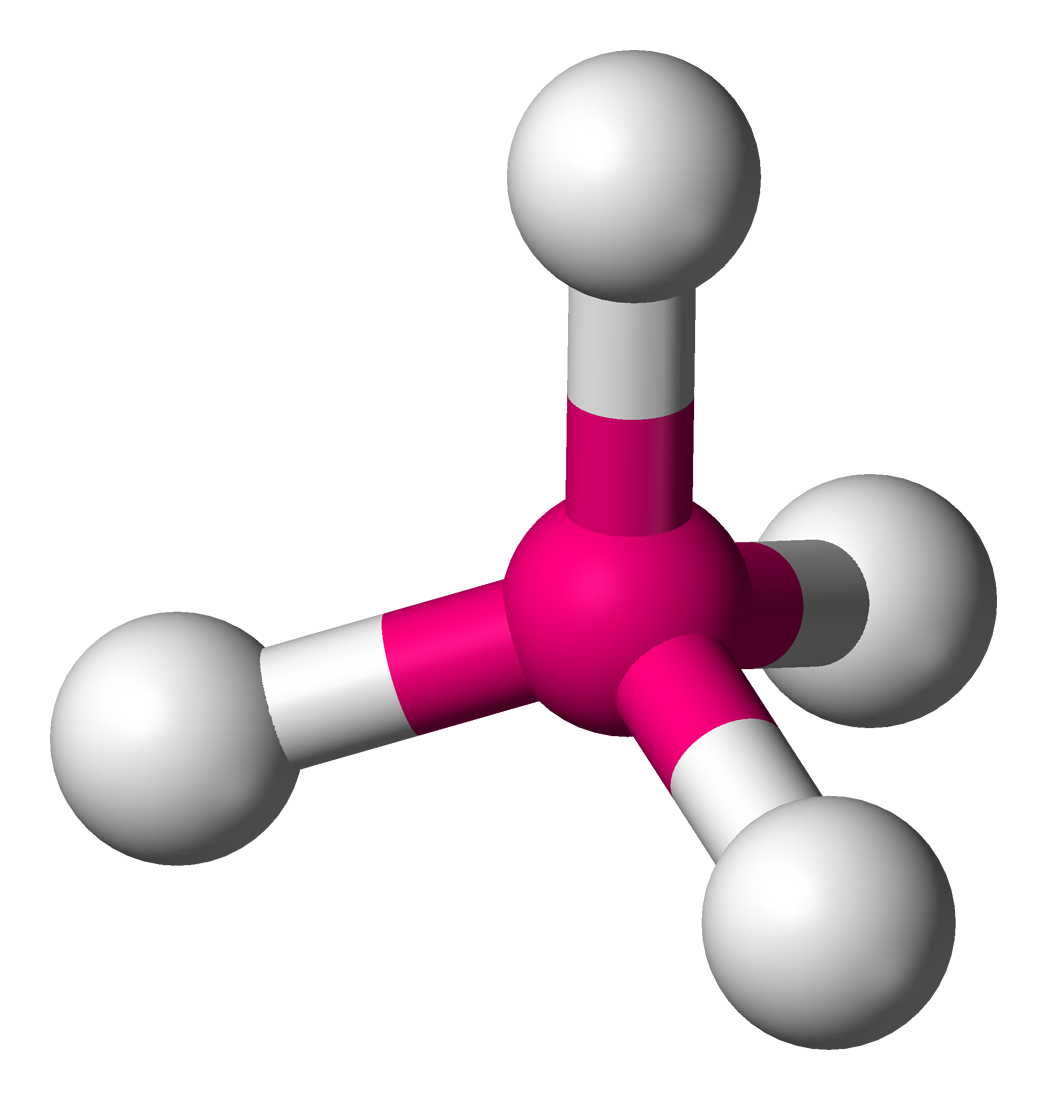
Estructura ideal d'una molècula tetraèdrica amb un àtom central de color rosa.

La geometria molecular tetraèdrica és un tipus de geometria molecular en la qual un àtom central es troba al centre enllaçat químicament amb quatre substituents que es troben en les cantonades d'un tetraedre. Alguns exemples d'espècies químiques amb aquesta geometria són el metà (CH₄), l'ió amoni NH₄+), o els anions sulfat (SO₄2-) i fosfat (PO₄3-).

## Angles d'enllaç i geometria
Els angles d'enllaç compleixen la condició cos σ = -1/3, pel que σ = cos-1 (-1/3) i, per tant, σ ≈ 109,5°, quan els quatre substituents són iguals, com en el CH₄. Aquesta geometria molecular és comú en tots els elements químics de la primera meitat de la taula periòdica. El tetraedre perfectament simètric pertany al grup puntual Td, però la majoria de les molècules tetraèdriques no posseeixen tan alta simetria perquè els quatre substituents no són iguals. Les molècules tetraèdriques pot ser quirals si posseeixen els quatre substituents diferents. Parells o grups d'electrons total:4 parells o grups d'electrons d'enllaç:4 parells o grups d'electrons sense compartir:0.